# Trận Marinka (2015)
Trận Marinka năm 2015 là một trận chiến ngắn trong Chiến tranh Donbass trong và xung quanh Marinka, tỉnh Donetsk. Lữ đoàn Cơ giới Cận vệ số 28 và Tiểu đoàn Azov của Quân đội Ukraina đã chiến đấu với lực lượng ly khai Cộng hòa Nhân dân Donesk (DPR) tự xưng và Lữ đoàn Pyatnashka dưới quyền Akhra Avidzba. Thị trấn Marinka đã bị lực lượng DPR chiếm giữ trong một thời gian ngắn trước khi nó bị người Ukraina chiếm lại.

## Trận chiến
Theo quân đội Ukraina, cuộc chiến xung quanh thị trấn Marinka do chính phủ nắm giữ bắt đầu lúc 3 giờ sáng ngày 3/6 khi phe ly khai tiến hành một cuộc tấn công bằng xe tăng và 1.000 máy bay chiến đấu. DPR tuyên bố rằng cuộc tấn công này là để đối phó với cuộc pháo kích dữ dội của Ukraine ở Donetsk, Horlivka, Staromykhailivka và Yenakiieve vào đêm 2/6 đến sáng 3/6. Họ nói thêm rằng những cuộc pháo kích đó đã giết chết 15 người trong lãnh thổ do DPR nắm giữ gần Marinka. Cuộc tấn công của phe ly khai bắt đầu bằng hỏa lực pháo binh, sau đó là một cuộc tấn công bộ binh và xe tăng khi mặt trời lên. Cuộc chiến đấu kéo dài gần 12 giờ trước khi dừng lại, nhưng lại tiếp tục ngay sau đó. Cuộc giao tranh cũng đã lan đến Krasnohorivka và cả hai thị trấn bùng cháy khi những trận chiến đường phố đẫm máu và hỗn loạn diễn ra. Hai bên cũng đấu tên lửa và pháo binh. Đến cuối ngày, phiến quân đã giành được quyền kiểm soát một phần của thị trấn, với một thành viên quốc hội Ukraina nói rằng 70% Marinka là do DPR nắm giữ.

## Thỏa thuận ngừng bắn
Tình hình ở Marinka ổn định vào đầu buổi tối khi ngừng bắn. Quân đội Ukraina tuyên bố rằng lệnh ngừng bắn đã khôi phục quyền kiểm soát thị trấn  và cả Bộ trưởng Quốc phòng Cộng hòa Nhân dân Donetsk Vladimir Kononov và quân đội Ukraine đã xác nhận với OSCE rằng Marinka nằm dưới quyền kiểm soát của Ukraina. Vào ngày 4 tháng 6, một phóng viên AP đã đến thăm thị trấn một thời gian ngắn và xác nhận nó nằm dưới sự kiểm soát của chính phủ, với quân đội tiến hành các hoạt động lau dọn.
Chiến đấu trong và xung quanh Marinka khiến 20 người ly khai và bốn binh sĩ thiệt mạng, trong khi 99 người ly khai và 39 binh sĩ bị thương. Thêm 9 thường dân đã bị giết  với hơn 30 người bị thương. Vào ngày 4 tháng 6, theo DPR, pháo binh và súng cối của chính phủ Ukraina tiếp tục tấn công nhiều thành phố do DPR nắm giữ, bao gồm Donetsk, khiến 16 chiến binh ly khai và năm thường dân thiệt mạng, trong khi 86 chiến binh và 38 thường dân bị thương. Ngày hôm sau, tổng thống Ukraina tuyên bố quân đội đã chiếm lại Marinka, sau khi trục xuất những kẻ ly khai và bắt giữ 12 "kẻ phá hoại", trong đó có một công dân Nga. Yêu cầu của ông không được xác nhận độc lập.

## Hậu quả
Kyiv Post dẫn lời các chỉ huy quân sự Ukraine nói rằng nếu phe ly khai đã chiếm được Marinka và Krasnohorivka, nó sẽ tạo ra một điểm nghẹt thở cho lực lượng Ukraina tại Pisky và Avdiivka (phía bắc và tây bắc Donetsk). Những người lính Ukraine đã chiến đấu trong trận chiến nói với Kyiv Post rằng họ tin rằng trận chiến nhằm kiểm tra khả năng của họ. Quan điểm này được lặp lại bởi nhà phân tích quân sự Nga Pavel Felgenhauer. Phiến quân phủ nhận rằng họ đã tấn công Marinka và mô tả cuộc chiến diễn ra tại thị trấn khi họ phản công.